# 茶布朗镇
茶布朗镇，是中华人民共和国四川省凉山彝族自治州木里藏族自治县下辖的一个乡镇级行政单位。

## 行政区划
茶布朗镇下辖以下地区：
燃面村、东子村和娃子店村。